# Vincenzo Maria Altieri
Pour les articles homonymes, voir Altieri.
Vincenzo Maria Altieri (né le 12 décembre 1727 à Rome, alors capitale des États pontificaux et mort dans la même ville le 10 février 1800) est un cardinal italien du XVIIIe siècle.

## Biographie
Vincenzo Maria Altieri exerce diverses fonctions au sein de la Curie romaine, notamment comme prélat de la Congrégation du Concile, vice-légat à Urbino et en Romagne, préfet de la Maison pontificale et secrétaire de la Congrégation delle Ripe. 
Le pape Pie VI le crée cardinal in pectore lors du consistoire du 23 juin 1777. Sa création est publiée le 11 décembre 1780. Vincenzo Altieri est camerlingue du Sacré Collège en 1798. Il présente sa démission la même année pour des raisons de santé.
Vincenzo Maria est le neveu des cardinaux Lorenzo Altieri et Giovanni Battista Altieri.